# インウッド (マンハッタン)
インウッド (Inwood) は、ニューヨーク市マンハッタン区のマンハッタン島の最北端に位置する地区である。

## 概要
インウッドの東端はハーレム川、西端はハドソン川、北端はスパイテン・ダイヴィル川およびハーレム川運河、そして南端はフォート・トライオン・パーク (en) ／ダイクマン・ストリート (en) ／フェアビュー・アベニュー (Fairview Avenue) である。南端の定義は、情報源によって変わり得る。
注意する点として、インウッドは"マンハッタン島"で最北の地区であるが、"マンハッタン区"全体としてはさらに北にマーブル・ヒル (en) 地区がある。マーブル・ヒル地区はインウッドからすぐ北のハーレム川運河およびスパイテン・ダイヴィル川を越えた北米大陸本土の一部であるブロンクス区と隣接している。元々その地区はマンハッタン島の一部でインウッドと隣接していたが、1895年にハーレム川の付け替えによりマンハッタン島から切り離されることとなった。
この地区は三方を川に囲まれており、また多くのエリアを森林公園が占めている。その他の土地は、ゴミ処理場、発電所、病院、運動場、および住宅街として用いられている。ブロードウェイとフォート・ジョージ・ヒル (Fort George Hill) だけが南側のマンハッタンの地区、ワシントンハイツと直接接続しており、この地区はマンハッタン島の僻地のようになっている。また、マンハッタン島内では一番大きな数字名の通りである220丁目はこの地区を走っている。
地下鉄はA系統および1系統がこの地区を走っており、駅を持っている。
インウッド大理石 (en) と呼ばれる白い軟質の変成岩はマンハッタン島の北部で産出するため、この地区の名前が付けられている。17世紀半ばから18世紀後半にかけて、この地区で採石された大理石は建築用に用いられていた。しかし、この大理石は腐食しやすいため、別の建築材料に取って代わられるようになった。インウッド大理石はロウアー・マンハッタンやワシントンD.C.の政府ビルの建設に用いられた。現在でもこの大理石はアイシャム・パーク (en) の周りを囲む擁壁に少しながら含まれているのを見ることができる。
アメリカ独立戦争中、ニューヨークが未だイギリス支配下に置かれていた頃、ヘッセン人傭兵 (en) による60以上の兵舎が201丁目から204丁目の間のPayson Avenueに設営されていた。これらの遺跡は1914年に地元の考古学者兼歴史学者のReginald Boltonによる発掘作業の結果発見された。

## ランドマーク
- インウッド・ヒル・パーク (en)
- アイシャム・パーク (en)
- ダイクマンハウス

## 橋
以下の4本の橋が、インウッドと北米大陸（ブロンクスおよびマーブルヒル）を結んでいる。
- スパイテン・ダイヴィル橋 (en)
- ヘンリー・ハドソン橋 (en)
- ブロードウェイ橋
- ユニバーシティ・ハイツ橋